# The Ultimate Collection (álbum de Rebecca St. James)
The Ultimate Collection é a segunda compilação da cantora Rebecca St. James, lançada a 11 de Março de 2008.

## Faixas

### Disco 1
1. "Breathe" - 3:57
2. "Wait For Me" - 4:42
3. "God Of Wonders" - 4:13
4. "Alive" - 3:21
5. "Song Of Love" - 4:08
6. "Better is One Day" - 4:25
7. "God Help Me" - 3:12
8. "Blessed Be Your Name" - 4:32
9. "Lion" - 3:49
10. "You Are Loved" - 4:39
11. "Here I Am To Worship" - 3:00
12. "Mirror" - 4:35

### Disco 2
1. "Reborn" - 3:59
2. "I Thank You" - 3:46
3. "Yes, I Believe In God" - 3:39
4. "God" - 4:09
5. "Abba (Father)" - 5:23
6. "Pray" - 4:29
7. "Here I Am" - 3:49
8. "Go And Sin No More" 4:33
9. "Psalm 139" - 3:24
10. "America" - 4:12
11. "Hark! The Herald Angels Sing" - 4:21
12. "A Cradle Prayer" - 3:28
13. "Expressions Of Your Love" - 4:01